# Śląsk Wrocław (koszykówka)
Śląsk Wrocław – polski klub koszykówki z siedzibą we Wrocławiu. Jest to osiemnastokrotny mistrz Polski w koszykówce mężczyzn, co czyni go najbardziej utytułowanym klubem w kraju. Klub na przestrzeni lat reprezentowało wielu reprezentantów Polski, takich jak Mieczysław Łopatka, Dariusz Zelig, Maciej Zieliński, Adam Wójcik i Dominik Tomczyk.

## Dzieje sekcji koszykówki

### Początki
W 1948 roku, przy nieco wcześniej powstałym Wojskowym Klubie Sportowym Śląsk Wrocław, powstała sekcja koszykówki, którą nazwano Podchorążakiem. Przez pierwszych osiem lat zespół występował w niższych ligach, zmieniając z roku na rok i nazwę. W 1956 roku sekcja koszykarska odniosła pierwszy sukces – udało się jej bowiem awansować do pierwszej ligi, w której grała nieprzerwanie do początku sezonu 2008/09.

### Lata 60.
Budowa drużyny Śląska Wrocław pokryła się w owym okresie z największymi sukcesami polskiej koszykówki. Zalążkiem sukcesów polskich koszykarzy na arenie międzynarodowej i europejskiej były Igrzyska Olimpijskie w Rzymie w roku 1960, kiedy prowadzeni przez Zygmunta Olesiewicza Polacy zajęli 7 miejsce. Trzy lata później reprezentacja Polski na mistrzostwach Europy we Wrocławiu zdobyła wicemistrzostwo, dwa lata później na EuroBaskecie w Moskwie zajęła 3 miejsce, by powtórzyć ten sukces w 1967 roku na ME w Finlandii, a na następnych odbywających się we Włoszech – czwarte. W międzyczasie owych mistrzostw „Starego Kontynentu” reprezentacja kraju zdołała dwukrotnie zająć 6 miejsce na IO w 1964 roku w Tokio i na IO w 1968 roku w Meksyku.
W 1967 roku, niedługo po zakończeniu ME w Finlandii, Polacy pojechali do stolicy Urugwaju – Montevideo, gdzie odbyły się mistrzostwa świata w koszykówce mężczyzn. Prowadzeni przez Witolda Zagórskiego polscy koszykarze zajęli 5 lokatę, a królem strzelców turnieju został Mieczysław Łopatka – zawodnik Śląska Wrocław, do którego trafił z Lecha Poznań przed 6 kolejką sezonu 1961/62.
Oprócz niego w reprezentacji grało jeszcze w tamtym okresie dwóch zawodników wrocławskiego klubu – Kazimierz Frelkiewicz i Grzegorz Korcz.
A Śląsk, choć jeszcze bez Korcza, w 1965 roku sięgnął po pierwsze w historii klubu mistrzostwo Polski. Trenerem zespołu był wtedy Ryszard Stasik, a skład, oprócz Łopatki i Frelkiewicza, wyglądał tak: Wojciech Szczeciński, A. Kałas, Zenon Matysik, Jerzy Świątek, E. Grzywna, J. Murzynowski, B. Repko, L. Lipski, W. Kasiński, A. Weber, A. Naruszewicz, J. Wilczewski. Z.M.Wyspiański
W następnym sezonie w pierwszej drużynie Śląska pojawił się 19-letni wówczas Ryszard Białowąs – późniejszy polski olimpijczyk, ale, mimo że trzon kadry nie stracił na jakości, na drugi tytuł kibicom z Wrocławia przyszło czekać do sezonu 1969/70, kiedy Śląsk, mając już w składzie Grzegorza Korcza, a także Tomasza Garlińskiego i Tadeusza Grygla, znów okazał się najlepszy na polskich parkietach.

### Lata 70.
Mistrzowska passa z sezonu 1969/70 podobnie, jak ta z 1964/65 nie miała jednak swojej dalszej ciągłości. Śląsk, choć wciąż wzmacniany nowymi koszykarzami typu braci Kalinowskich i Chudeuszów oraz Jerzego Hnidę (jego syn – Artur Hnida, na początku lat 90. był koszykarzem, a następnie klubowym masażystą), zdołał w ciągu kolejnych czterech sezonów zdobyć jedynie raz srebrny i trzykrotnie brązowy medal. Na początku lat 70. w Ekstraklasie pierwsze skrzypce grało Wybrzeże Gdańsk z Edwardem Jurkiewiczem w składzie – trzykrotny mistrz Polski w latach 1971-73, Wisła Kraków z Bohdanem Likszą – dwukrotny mistrz w sezonie 1973/74 i 1975/76 oraz mistrz z 1974/75 – Resovia.
Oprócz owych medali wrocławianie zdołali jeszcze wywalczyć dwukrotnie Puchar Polski – w sezonie 1971/72 pokonali w finale Legię Warszawa, a sezon później Resovię.
Druga połowa lat 70. przyniosła znacznie większe sukcesy drużynie z Wrocławia. W barwach Śląska pojawiła się dwójka obrońców – Ryszard Prostak i Dariusz Zelig, przybyły z AZS Koszalin. W sezonie 1976/77 m.in. ich gra doprowadziła Śląsk do dubletu, czyli zarazem trzeciego mistrzostwa kraju (w finale pokonali Wisłę Kraków) i piątego Pucharu Polski (tutaj wygrali z Lechem Poznań).
Rok później Śląsk znów zagrał w finale mistrzostw Polski, ale tym razem przeciwnikiem wrocławian było Wybrzeże Gdańsk, które okazało się lepsze.
Końcówka lat 70. to kolejne dwa mistrzostwa Polski – w tym te z sezonu 1979/80 jako dublet z szóstym tryumfem w Pucharze Polski.

### Lata 80.
Po zdobyciu w sezonie 1980/81 przez Śląsk drugiego z rzędu, a szóstego w historii mistrzostwa krajowych rozgrywek, drużynę opuścił Dariusz Zelig, który zdecydował się kontynuować swoją karierę na koszykarskich parkietach w Belgii i Niemczech. Twórca sukcesów wrocławskiej drużyny na przełomie lat 70. i 80. do kraju wrócił dopiero przed sezonem 1986/87, a Śląsk bez niego w składzie w ciągu pięciu sezonów zdołał trzykrotnie wywalczyć jedynie brązowe medale.
W sezonie 1986/87 trenerem zespołu został Arkadiusz Koniecki, któremu pomagał Jerzy Chudeusz – były koszykarz Śląska. Koniecki wraz z Chudeuszem doprowadzili wrocławian do 7 mistrzostwa w kraju. Skład mistrzowskiego zespołu stanowili: Ryszard Prostak, Paweł Bargiel, Tomasz Miłek, Stanisław Kiełbik, Dariusz Zelig, Dariusz Kobylański, Jerzy Kołodziejczak, Jarosław Krysiewicz, Andrzej Wierzgacz, Mirosław Kabała i Dariusz Parzeński.
Sukces jednak, jak historia pokazała, nie miał i wtedy swojej ciągłości. W następnym sezonie wrocławianie zajęli bowiem dopiero ósmą pozycję w rozgrywkach.

### Lata 90.

#### Sezon 1991/92
Przed sezonem do drużyny dołączył czarnoskóry Amerykanin Keith Williams, który stał się gwiazdą ligi na kolejne kilka lat. Śląsk w tym sezonie zdobył po raz dziewiąty mistrzostwo i dziewiąty raz sięgnął także po Puchar Polski (po raz trzeci z rzędu). W obu finałach pokonał ASPRO Wrocław. Na lidera drużyny wyrósł Maciej Zieliński, który został uznany MVP ligi.
Po zdobyciu mistrzostwa kraju w sezonie 1990/91 przed Śląskiem otworzyła się szansa zagrania w europejskich rozgrywkach pucharowych – Euroligi. Śląsk rozpoczął walkę od II rundy, spotykając się z mistrzem Grecji – Aris Saloniki. Śląsk dwukrotnie przegrał i po tej porażce trafił do Pucharu Saporty. Tam spotkał się z izraelskim Maccabi Riszon le-Cijjon i odpadł w dwumeczu.

#### Sezon 1992/93
Klub pozyskał sponsora firmę „PCS”, której właścicielem był Zenon Michalak. Od tej pory zespół nazywał się PCS Śląsk Wrocław. Zespół opuścił Zieliński, który rozpoczął studia na amerykańskiej uczelni Providence.
Śląsk obronił tytuł mistrza Polski, pokonując w ćwierćfinale  poznańskiego Lecha, w półfinale Zastal Fortum Zielona Góra oraz w serii finałowej Nobiles Włocławek. Był to pierwszy z pięciu w historii włocławsko-wrocławskich finałowych potyczek o największy laur w polskiej koszykówce. Za pierwszym razem Śląsk wygrał w trzech meczach, sięgając po raz dziesiąty w historii po tytuł mistrzowski.

Mecz, który zdecydował o mistrzostwie Polski dla Śląska, był zarazem ostatnim meczem w profesjonalnej karierze Dariusza Zeliga – ze Śląskiem zdobył 7 mistrzowskich tytułów.

#### Sezon 1993/94
Śląsk po pierwszej rundzie rozgrywek zajmował pierwsze miejsce, wygrywając 18-krotnie w 22 meczach. W drugiej fazie sezonu Śląsk, wygrywając wszystkie dziesięć meczów, podtrzymał swoją pozycję.
W play-offach wrocławianie trafili w ćwierćfinale na AZS Agro Far Lublin i po trzech wygranych meczach awansowali do półfinału. Tam na Śląsk czekała Stal Bobrek Bytom, ale i tym razem wrocławski zespół okazał się lepszy, eliminując przeciwników po czterech spotkaniach.

W finale doszło ponownie do pojedynku na linii Śląsk – Anwil. Po pierwszym spotkaniu bliżej złotego medalu byli włocławianie, którzy we Wrocławiu wygrali 83:74. W kolejnych trzech meczach lepszy okazał się jednak Śląsk, który tym samym po raz jedenasty sięgnął po mistrzostwo Polski. W trzecim spotkaniu finałowym 40 punktów zdobył Keith Williams, który grał z kontuzją nogi.

#### Sezon 1994/95
Z klubem pożegnał się dotychczasowy sponsor – Zenon Michalak. Zastąpił go Grzegorz Schetyna, który w późniejszym czasie najpierw przekształcił klub w spółkę z o.o, a potem w sportową spółkę akcyjną. Śląsk zmienił nazwę na Śląsk Eska Wrocław. Klub opuścił także dotychczasowy trener Mieczysław Łopatka. Zastąpił go Arkadiusz Koniecki. Do Mazowszanki Pruszków odszedł Keith Williams. Do klubu przywędrował za to były zawodnik ASPRO Wrocław – Dominik Tomczyk.
Śląsk po rundzie zasadniczej zajął 6 miejsce i w rywalizacji o mistrzostwo Polski odpadł już w pierwszej rundzie, przegrywając ćwierćfinale z zespołem Anwil Włocławek.

W lutym 1995 roku tuż przed meczem z Polonią Przemyśl pięciu podstawowych graczy Śląska, tj. Andrzej Wierzgacz, Robert Kościuk, Dariusz Parzeński, Radosław Czerniak i Wojciech Błoński, zasłaniając się zwolnieniami lekarskimi odmówiło gry, domagając się zwolnienia trenera Konieckiego. Jednak prezes Schetyna nie uległ naciskom graczy i zamiast trenera to wspomniani wcześniej zawodnicy musieli odejść.

#### Sezon 1995/96
Do zespołu ze studiów w Stanach Zjednoczonych powrócił Maciej Zieliński. Do Wrocławia przybył także Jerzy Binkowski.
W pierwszej rundzie play-off zespół z Wrocławia w rywalizacji do trzech zwycięstw pokonał po pięciu meczach 10,5 Basket Club Poznań, co dało szansę gry o finał. W półfinale na Śląsk czekał już Anwil Włocławek, z którym wrocławianie uporali się w czterech meczach. W meczu numer 4 w rywalizacji zespołów z Kujaw i Dolnego Śląska nie mógł zagrać lider Anwilu Igor Griszczuk, co było karą za zachowanie po meczu numer 3, kiedy Białorusin miał grozić sędziom białoruską mafią.
Śląsk po zwycięstwie w półfinale nad Anwilem, awansował do finału, gdzie spotkał się z zespołem Browary Tyskie Bobry Bytom. Rywalizacja trwała do czterech zwycięstw, ale skończyła się po sześciu meczach i wygranej Śląska 4:2, co zapewniło klubowi dwunasty tytuł mistrzowski.

#### Sezon 1996/97
Nowym trenerem zespołu został były koszykarz klubu – Jerzy Chudeusz,
Po sezonie zasadniczym składającym się z dwóch rund Śląsk zapewnił sobie pierwsze miejsce w rozstawieniu przed fazą play-off.
W ćwierćfinale Śląsk pokonał AZS Elanę Toruń a następnie w walce o finał spotkał się z Komfortem Forbo Stargard Szczeciński. W drużynie rywali grał m.in. były zawodnik Śląska, Keith Williams, a także Joe McNaull – w późniejszym czasie zawodnik wrocławian. W półfinale lepsi okazali się koszykarze z Pomorza, wygrywając w pięciu meczach 3:2. W walce o brązowe medale, Śląsk uległ drużynie Bobrów Bytom.
Śląsk na arenie międzynarodowej zaprezentował się poprzez rozgrywki Pucharu Saporty, gdzie doszedł do ćwierćfinału. Tam na Śląsk czekał już hiszpański Real Madryt. Królewscy w pierwszym meczu rozgromili u siebie wrocławian 112:66, a 25 pkt. rzucił Dejan Bodiroga. W rewanżu Real ponownie był lepszy, ale tym razem tylko dwoma punktami – 93:91. Jak się potem okazało, Real wygrał Puchar Saporty.

#### Sezon 1997/98
Nowym trenerem zespołu został Słoweniec, Andrej Urlep, który zastąpił odchodzącego Jerzego Chudeusza. Do Pruszkowa odszedł Dominik Tomczyk, ale drużynę wzmocnili Adam Wójcik, Raimonds Miglinieks oraz Joe McNaull. Wraz z Maciejem Zielińskim stworzyli oni trzon zespołu, który zdominował rozgrywki PLK w kolejnych latach. Zespół zmienił nazwę na Zepter Śląsk Wrocław.
Po zajęciu trzeciego miejsca w rundzie zasadniczej, rywalem wrocławian w ćwierćfinale była Pogoń Ruda Śląska, z którą Śląsk poradził sobie w trzech meczach. Podobnie zakończyła się rywalizacja w półfinale z inną drużyną ze Śląska – Bobrami Bytom.
W finale rywalem Śląska był PEKAES Pruszków. Ta finałowa potyczka do czterech zwycięstw przeszła do historii polskiej ligi koszykówki jako jedna z najbardziej emocjonujących. Po raz pierwszy bowiem w historii rozgrywek w finale rozegrano aż siedem meczów. Po pierwszym spotkaniu bliżej złotych medali byli wrocławianie, którzy w Pruszkowie pokonali gospodarzy, by kilka dni później przegrać u siebie. Kolejne dwa spotkania rozegrano w hali PEKAESU, ale tylko za pierwszym razem wygrali gospodarze i po czterech meczach był remis 2:2. Po wygraniu piątego meczu we Wrocławiu, Śląsk objął prowadzenie 3:2, jednak górą w kolejnym meczu był PEKAES, co nie spodobało się wrocławskim kibicom, którzy obrzucili pruszkowian butelkami i krzesełkami. O mistrzostwie decydował mecz numer 7 w Pruszkowie, w którym lepsi okazali się koszykarze Śląska i dzięki wygranej zdobyli trzynasty tytuł mistrzowski.
W rozgrywkach pucharowych Śląsk wystąpił, podobnie jak rok wcześniej, w ramach Pucharu Saporty. Dotarł w nich ponownie do ćwierćfinału, gdzie rywalem Śląska okazał mistrz Grecji – Panathinaikos Ateny, w którym grał m.in. Dino Rađa. W pierwszym meczu Śląsk przegrał w Atenach 58:82. W rewanżu był remis po 61:61 i do dalszej rundy awansowali rywale. Joe McNaull ze średnią 11,8 zbiórkami na mecz został najlepszym zbierającym zawodnikiem rozgrywek, a Raimonds Miglinieks został drugim najlepiej podającym zawodnikiem – notował średnio 6,3 asyst na mecz.

#### Sezon 1998/99
Śląsk po rundzie zasadniczej zajął pierwsze miejsce w tabeli, co pozwoliło mu zagrać w ćwierćfinale play-off z ósmym w rozgrywkach Komfortem Forbo Stargard Szczeciński. Śląsk pokonał rywali 3:2 i awansował do półfinału, gdzie rywalem był zespół HOOP-u PEKAES Pruszków. Śląsk wygrał w pięciu meczach, choć po pierwszych dwóch było 2:0 dla pruszkowian.
W finale naprzeciw Śląskowi stanął po raz trzeci w historii zespół z Włocławka – Anwil. W rywalizacji do czterech zwycięstw po pierwszych dwóch spotkaniach było 2:0 dla Śląska, by po następnych dwóch był remis. W spotkaniach numer pięć i sześć, rozegranych najpierw we Wrocławiu, a następnie we Włocławku, wygrywali gospodarze i o mistrzostwie Polski drugi raz z rzędu musiał decydować siódmy mecz. Ostatecznie wygrał go Śląsk i po raz czternasty sięgnął po tytuł mistrzowski.
Trzeci raz z rzędu Śląskowi przyszło grać w rozgrywkach Pucharu Saporty. W 1/16 trafił na słoweńską Pivovarnę Laško, którą sezon wcześniej Śląsk dwukrotnie ograł w rozgrywkach grupowych. Tym razem jednak Śląsk dwa razy przegrał i odpadł z dalszej rywalizacji. Po raz drugi z rzędu Raimonds Miglinieks został drugim najlepiej podającym zawodnikiem rozgrywek – tym razem ze średnią 5,2 asysty na mecz.

#### Sezon 1999/00
Nowym trenerem zespołu został Muli Katzurin. Do Anwilu odszedł Miglinieks, którego zmienił Alan Gregov, przychodząc z drużyny z Włocławka. Oprócz Gregova kontrakt ze Śląskiem podpisali m.in. Charles O’Bannon, Roberts Štelmahers i Piotr Szybilski.
Śląsk po rundzie zasadniczej zajął pierwsze miejsce w tabeli. W ćwierćfinale i półfinale ograł w trzech meczach kolejno Komfort Forbo Stargard Szczeciński i Stal Ostrów Wielkopolski. W finale Śląsk ponownie pokonał Anwil Włocławek tym razem 4:1, co przyniosło piętnasty tryumf w mistrzostwach Polski. MVP finałów został Adam Wójcik

Śląsk po raz trzeci w historii awansował do ćwierćfinału Pucharu Saporty, gdzie po dwumeczu odpadł z chorwackim KK Zadar. 

### Lata 2000 – 2010
Przed sezonem 2000/01 Klub zmienił nazwę na Zepter Idea Śląsk Wrocław. Trenerem ponownie został Andrej Urlep. Do zespołu powrócił też po rocznej przerwie Raimonds Miglinieks a także Dominik Tomczyk. Śląsk w rundzie zasadniczej wygrał wszystkie 28 meczów, ustanawiając tym samym rekord w historii rozgrywek. Następnie w drodze do finału Śląsk pokonał bez porażki kolejno w ćwierćfinale Pogoń Ruda Śląska a następnie Prokom Trefl Sopot w półfinale rozgrywek. Zespół z Wrocławia jedyny mecz w sezonie przegrał w trzecim meczu finałowym z Anwilem Włocławek. Śląsk pokonał rywali 4:1, zdobywając po raz szesnasty mistrzostwo Polski.
Przed sezonem 2001/02 w składzie drużyny zaszły znaczące zmiany. Za granicę wyjechali Wójcik i Miglinieks natomiast Joe McNaull odszedł do drużyny z Sopotu. W ich miejsce klub postanowił sprowadzić euroligowe gwiazdy w osobach Amerykanina Michael Hawkinsa, Rosjanina Andrieja Fietisowa oraz Litwina Gintarasa Einikisa. Wzmocnienia te miały zapewnić sukcesy w rozgrywkach europejskich, jednak zespół rozczarowywał, w konsekwencji czego kontrakty z Fietisowem oraz Eininkisem zostały rozwiązane w trakcie sezonu.
Trenerem klubu miał zostać Jasmin Repeša, ale mimo podpisanego kontraktu, zrezygnował z pracy. W jego miejsce klub zdecydował się zatrudnić Włocha Pierro Bucchiego, który został jednak zwolniony po porażce w ligowym meczu z HOOP-em Blachy Pruszyński Pruszków. Klub ponownie zakontraktował Repesę, ale ten po zaledwie kilku kolejkach wyjechał z Wrocławia. Zespół objął Jacek Winnicki, który w grudniu został asystentem nowego trenera – Andreja Urlepa. Pomimo problemów kadrowych i zmian w składzie, Śląsk po raz 17-ty zdobył tytuł mistrza Polski, pokonując w finale po raz piąty Anwil Włocławek. MVP finałów został wybrany, sprowadzony w trakcie sezonu, Amerykanin Michael Wright.
Po zajęciu trzeciego miejsca w sezonie 2002/03, na ławkę trenerską przed kolejnymi rozgrywkami powrócił Muli Katzurin. Do klubu powrócił też Adam Wójcik. Największą gwiazdą zespołu został natomiast Amerykanin Lynn Greer, który poprowadził drużynę do dobrych w występów w Eurolidze (ze średnią 25,1 został najlepszym punktującym rozgrywek) a także do zdobycia Pucharu Polski. W rozgrywkach o tytuł mistrza Polski Śląsk przegrał w finale 1:4 z zespołem Prokom Trefl Sopot.
Kolejne sezony były dla Śląska mniej udane, jednak koszykarzom z Wrocławia udało się wywalczyć dwa kolejne medale mistrzostw Polski za zajęcie trzeciego miejsca w roku 2007 i 2008.
Przed sezonem 2008/09 Waldemar Siemiński właściciel Śląska na 5 dni przed ostatecznym terminem zgłoszenia klubów do rozgrywek PLK stwierdził, że inwestowanie w klub przestało mu się opłacać. Andrej Urlep upomniał się z kolei o 200 tys. euro zaległości. Targany problemami Śląsk wycofał się z walki o Superpuchar Polski, a po tym jak zespół przeniósł swoje mecze do Brzegu Dolnego, ze sponsorowania klubu wycofała się firma Piast. Śląsk rozegrał w sezonie 2008/2009 tylko cztery mecze. 10 października 2008 roku Śląsk Wrocław, najbardziej utytułowany klub w polskiej koszykówce, wycofał się z ligi. Po drużynie, która 17-krotnie zdobywała mistrzostwo Polski, zostały II-ligowe rezerwy. Ten zespół został spadkobiercą sukcesów, tradycji oraz historii klubu.

### Lata 2010 – 2020

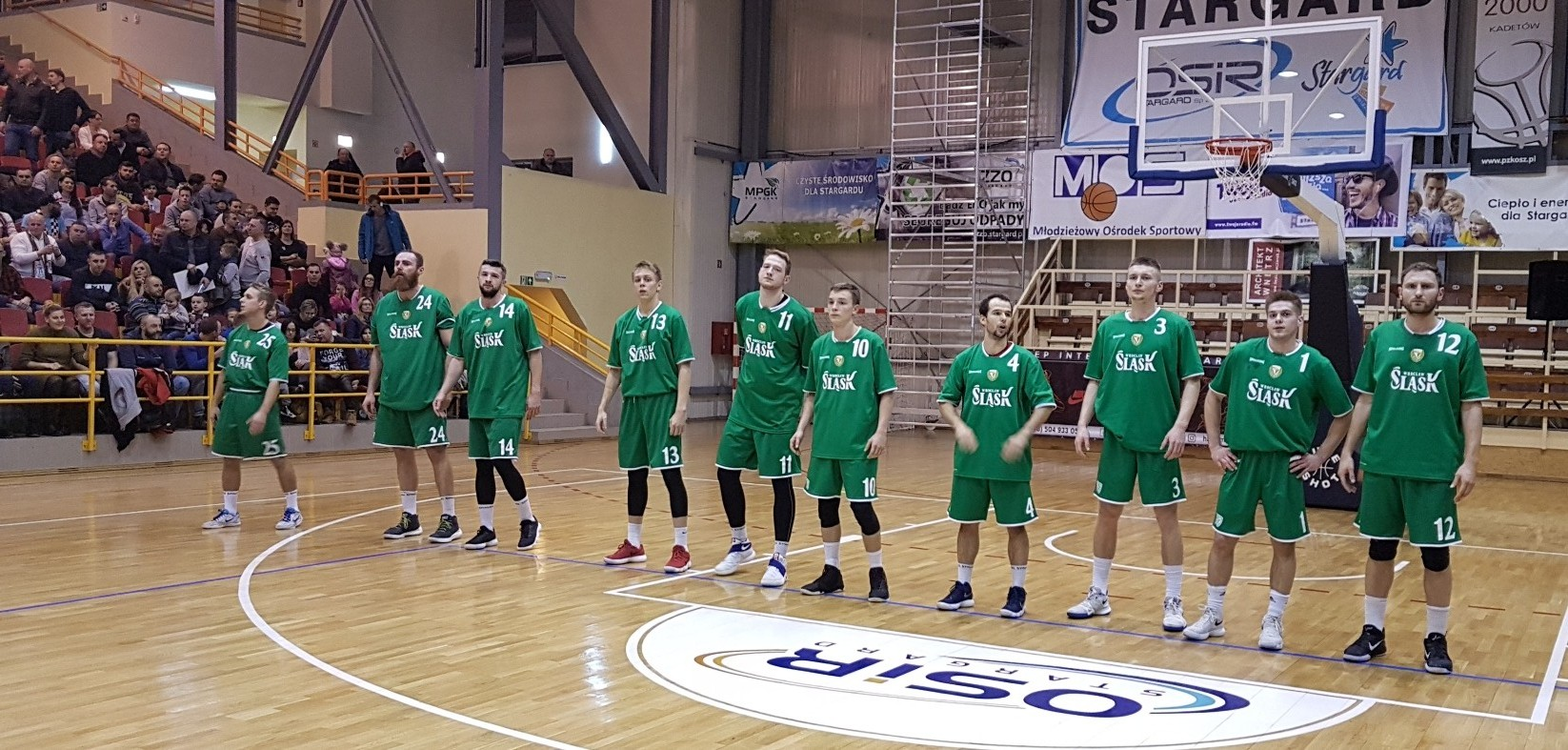
WKS Śląsk Wrocław

Do sponsorowania klubu włączyła się firma Dialog oraz kilka innych firm. Dzięki temu klub mógł pozwolić sobie na stworzenie projektu powrotu do Ekstraklasy. Dwuletni plan zakładał awans rok po roku do najwyższej klasy rozgrywkowej. Trenerem zespołu został Rafał Kalwasiński, a na kapitana zespołu mianowano Adriana Mroczka-Truskowskiego. Drużyna została również wsparta doświadczonymi zawodnikami Mirosławem Łopatką oraz Radosławem Hyżym.
Śląsk w sezonie 2011/2012 wygrał w lokalnych rozgrywkach Pucharu PZKosz. W drodze do finału zespół pokonał trzy drużyny pierwszoligowe. Po trofeum wrocławska drużyna sięgnęła wygrywając z gospodarzem turnieju finałowego Stalą Ostrów Wielkopolski. Śląsk wywalczył także awans do I ligi, ponownie pokonując w finale Stal Ostrów.
Równolegle z inicjatywy Przemysława Koelnera do ekstraklasy został zgłoszony zespół Śląska Wrocław, który w sezonie 2011/2012 grał na parkietach Polskiej Ligi Koszykówki Mężczyzn, korzystając licencji dla 'WKK Obiekty', a prawa do nazwy i posługiwania się znakami handlowymi WKS-u zostały mu wypożyczone. Klub ten nie otrzymał licencji na grę w kolejnym sezonie i po roku występów w PLK przestał istnieć.
W sezonie 2012/13 zespół Śląska zadebiutował w rozgrywkach I ligi koszykówki. Posadę trenerską objął Tomasz Jankowski, a jego asystentem został Jerzy Chudeusz. Do drużyny dołączyli zawodnicy z przeszłością w Ekstraklasie, tacy jak Paweł Kikowski, Marcin Flieger i Łukasz Diduszko, co sprawiło, że Trójkolorowi od samego początku byli faworytami do awansu. Cel udało się osiągnąć po pokonaniu w finale I ligi zespołu MOSiR Krosno.
Szkoleniowcem Śląska został Serb Milivoje Lazić, a na jego asystenta mianowano Jerzego Chudeusza, który zastąpił go w roli pierwszego szkoleniowca w trakcie sezonu. 12 października 2013 roku Śląsk rozegrał pierwszy od 2008 roku mecz w najwyższej klasie rozgrywek koszykarskich w Polsce. Drużyna Śląska zdobyła czternasty w swej historii Puchar Polski, pokonując w finale zespół Turów Zgorzelec, późniejszego mistrza Polski.
Przed kolejnym sezonem posadę pierwszego trenera objął Emil Rajkoviḱ. Macedoński trener w budowaniu drużyny postawił na doświadczenie, a Śląsk wzmocnili zawodnicy z wieloletnim stażem w składach najlepszych ekip koszykarskich w Polsce. Do rundy play-off Śląsk awansował z piątego miejsca. W ćwierćfinale uległ Czarnym Słupsk 0:3.
Śląsk zgłosił się na sezon 2015/2016 do nowych rozgrywek FIBA Europe, spełniając wszystkie wymogi organizatora. Z rozgrywek tych odpadł na etapie drugiej rundy.
Problemy finansowe spowodowały, że klub nie zgłosił się do rozgrywek Ekstraligi w sezonie 2016/17. W rozgrywkach seniorskich pozostał jedynie zespół dotychczasowych rezerw pierwszej drużyny, rywalizujący na poziomie II ligi. Śląskowi udało się wywalczyć awans do I ligi.
Mimo przegranej z Astorią Bydgoszcz w finale I ligi sezonu 2018/19, klub dostał "dziką kartę" uprawniającą go do gry w Polskiej Lidze Koszykówki w sezonie 2019/2020. Zespół zajmował 7. miejsce w tabeli w momencie, gdy rozgrywki zostały zawieszone a następnie zakończone ze względu na pandemię Covid-19.

### Lata 2020 – 2030
Klub zakończył sezon 2020/2021 na trzecim miejscu. W rywalizacji o brązowy medal koszykarze Śląska pokonali Legię Warszawa w serii do 2 zwycięstw. Decydujące punkty rzutem za trzy punkty w dogrywce meczu numer 3 zdobył Elijah Stewart

Skład 2021/2022
| Nr | Poz. | Nar.              | Nazwisko i imię    | Data urodzenia | Wzrost | Masa ciała |
| -- | ---- | ----------------- | ------------------ | -------------- | ------ | ---------- |
| 20 | G    | Stany Zjednoczone | Bibbs, Justin      | 1996-01-14     | 196 cm |            |
| 6  | G    | Stany Zjednoczone | Justice, Kodi      | 1995-04-03     | 199 cm |            |
| 11 | C    | Polska            | Dziewa, Aleksander | 1997-11-06     | 205 cm |            |
| 15 | C    | Polska            | Gabiński, Michał   | 1987-02-11     | 202 cm |            |
| 5  | C/F  | Turcja            | Kanter, Kerem      | 1995-04-29     | 207 cm |            |
| 3  | G    | Polska            | Karolak, Jakub     | 1993-09-26     | 196 cm |            |
| 2  | G    | Polska            | Kolenda, Łukasz    | 1999-07-28     | 195 cm |            |
| 19 | C    | Łotwa             | Meiers, Martin     | 1991-03-30     | 208 cm |            |
| 11 | C    | Chorwacja         | Ramliak, Ivan      | 1990-08-09     | 203 cm |            |
| 18 | C    | Polska            | Tomczak, Szymon    | 1998-01-17     | 201 cm |            |
| 8  | G    | Stany Zjednoczone | Trice, D'mitrik    | 1996-05-02     | 185 cm |            |
| 0  | G    | Stany Zjednoczone | Trice, Travis      | 1993-01-22     | 185 cm |            |

Trener:  Andrej Urlep (od listopada 2021), Petar Mijovic (do listopada 2021),
 Asystenci: Andrzej Adamek, Robert Skibniewski, Adrian Mroczek-Truskowski (od listopada)

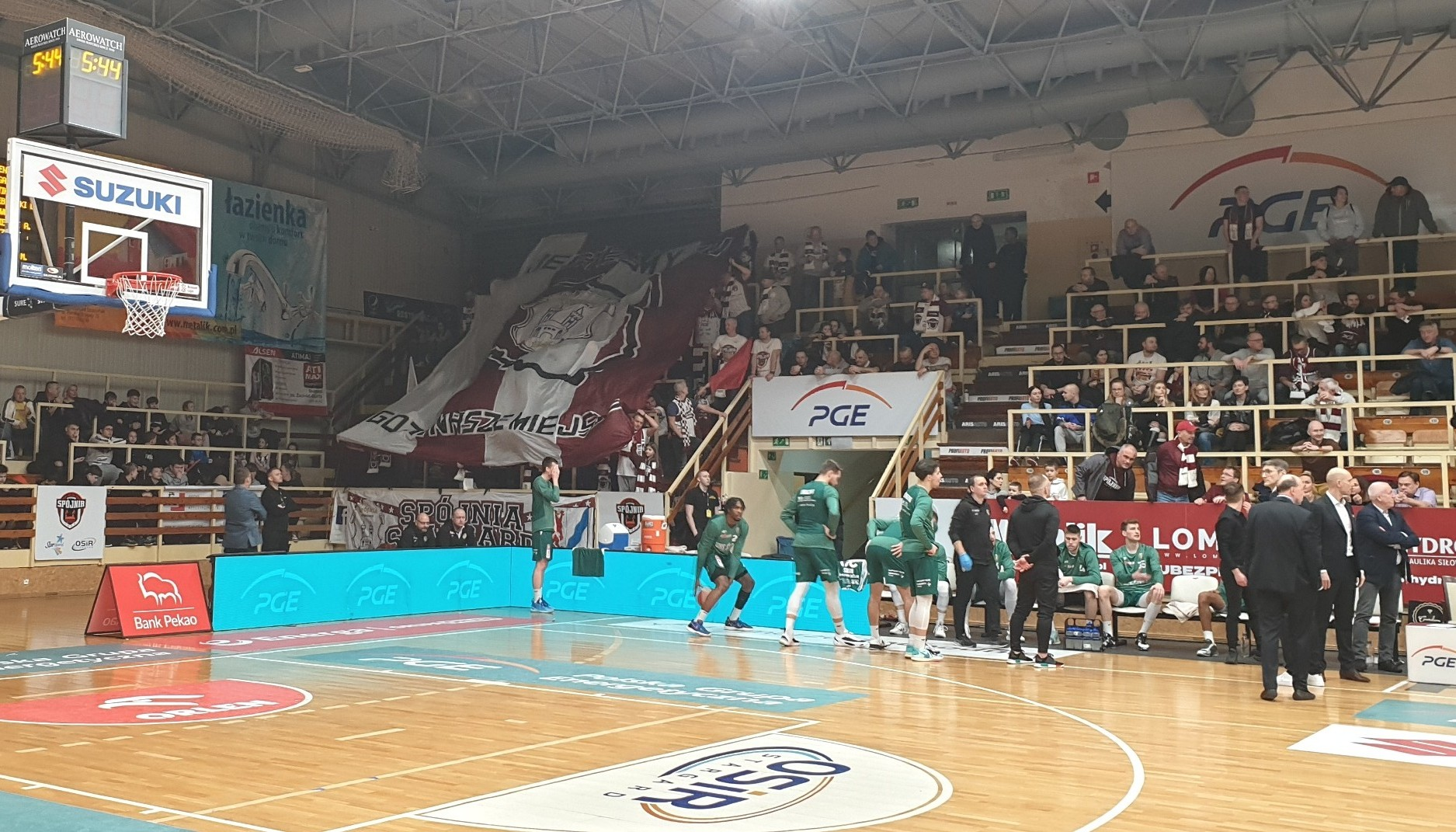
WKS Śląsk Wrocław w Stargardzie

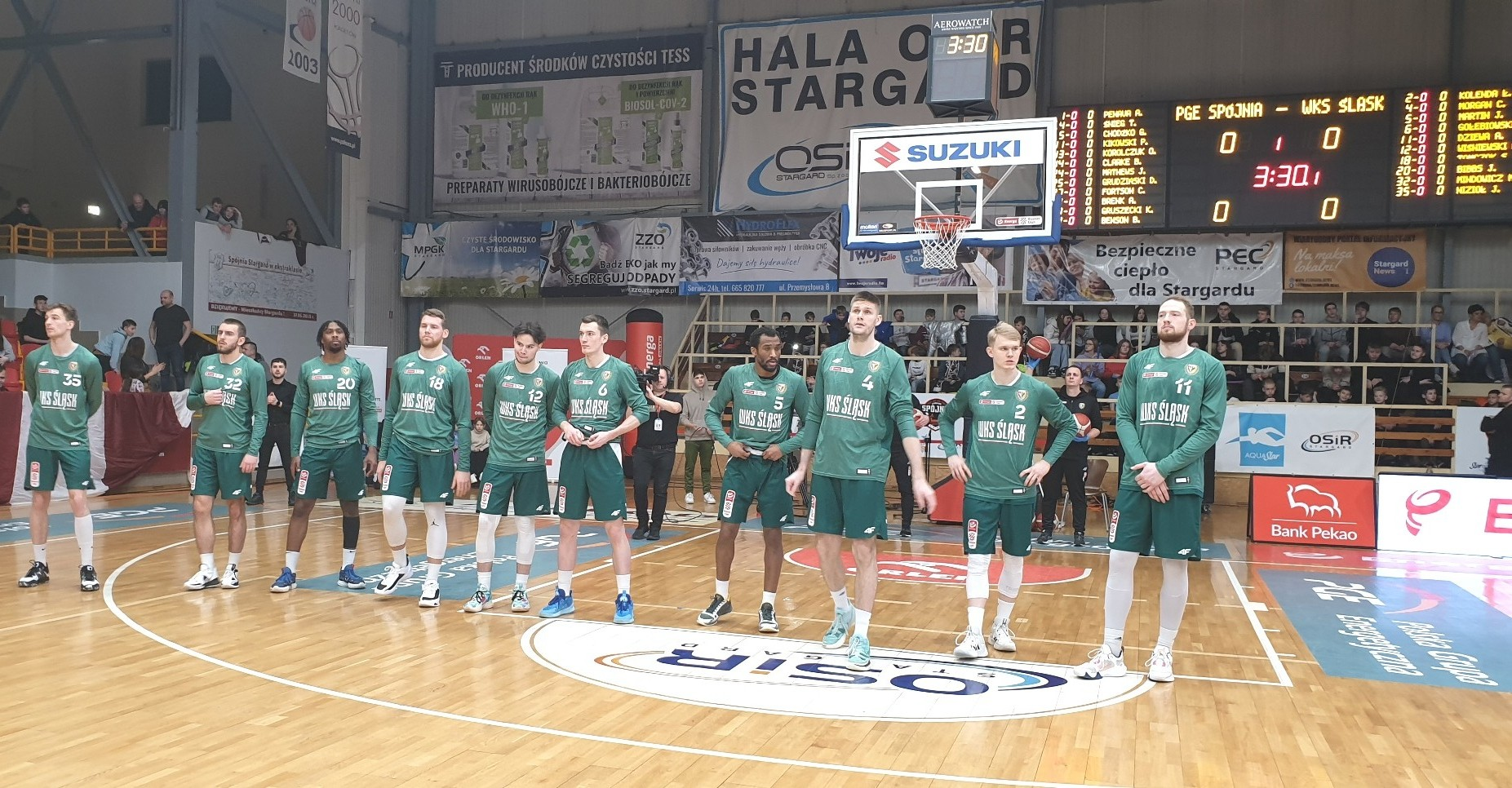
Stargard, 14.01.2023. WKS Śląsk

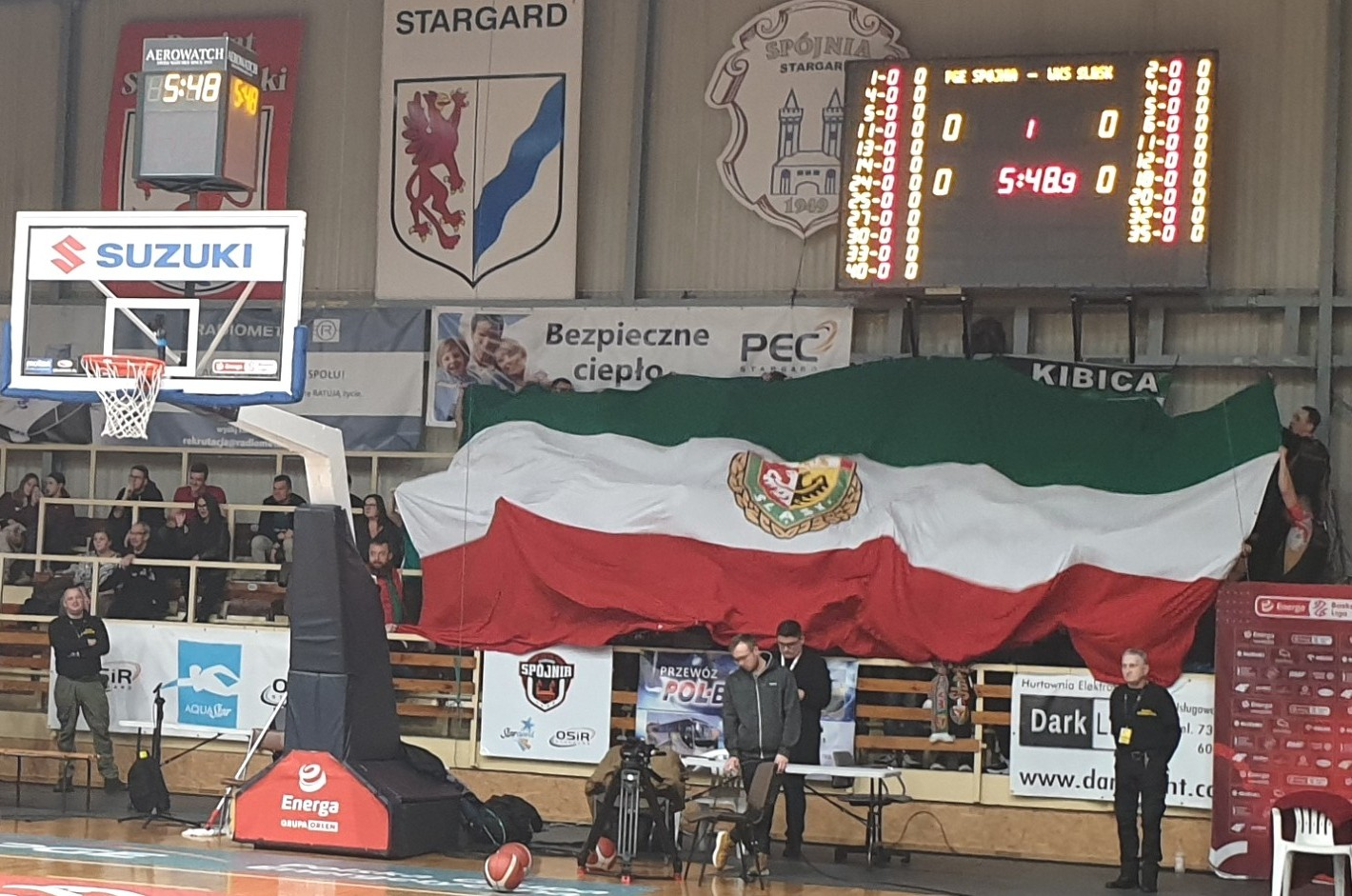
Stargard. Wrocławski Klub Kibica

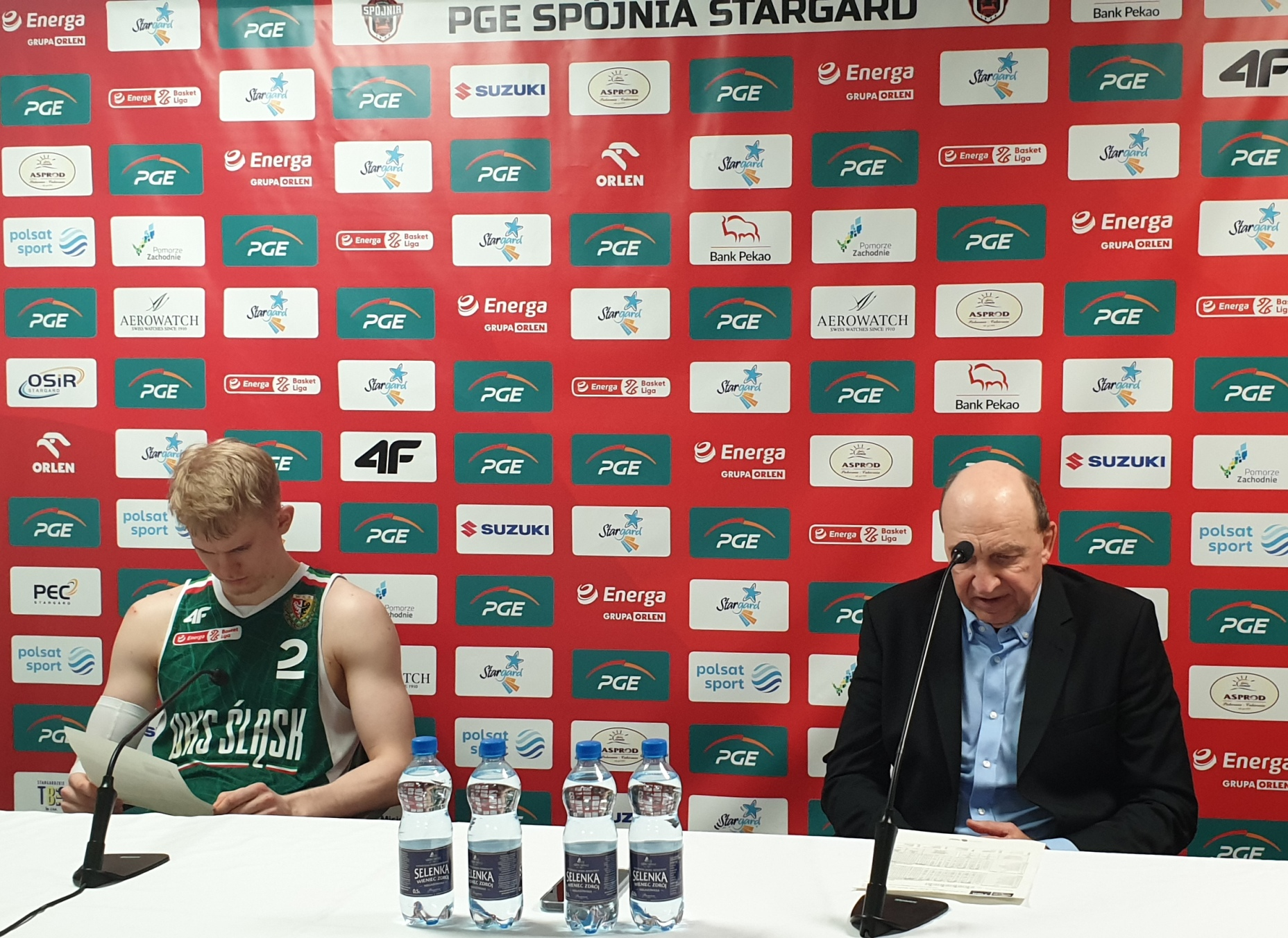
Konferencja prasowa w Stargardzie

W trakcie kolejnego sezonu do Śląska powrócił legendarny trener Andrej Urlep. Zastąpił on Petara Mijovicia, pod wodzą którego drużyna zanotowała słaby początek sezonu. Do drużyny dołączył także amerykański rozgrywający Travis Trice.
Po zajęciu 5. miejsca w sezonie zasadniczym, Śląsk niespodziewanie wyeliminował w ćwierćfinałach Zastal Zielona Góra, pomimo zanotowania porażek w 2 pierwszych meczach serii play-offs.
Następnie w półfinałach zespół Śląska ponownie potrzebował pięciu meczów do pokonania drużyny Czarnych Słupsk, która to zajęła pierwsze miejsce po fazie zasadniczej.
W finale Śląsk pokonał Legię Warszawa 4–1, zdobywając osiemnasty tytuł Mistrza Polski i pierwszy od 20 lat.
Travis Trice został nagrodzony tytułami MVP sezonu zasadniczego oraz finałów.
Skład 2022/2023
| Nr | Poz. | Nar.              | Nazwisko i imię        | Data urodzenia | Wzrost | Masa ciała |
| -- | ---- | ----------------- | ---------------------- | -------------- | ------ | ---------- |
| 20 | G    | Stany Zjednoczone | Bibbs, Justin          | 1996-01-14     | 196 cm |            |
| 11 | C    | Polska            | Dziewa, Aleksander     | 1997-11-06     | 205 cm |            |
| 3  | G    | Polska            | Karolak, Jakub         | 1993-09-26     | 196 cm |            |
| 2  | G    | Polska            | Kolenda, Łukasz        | 1999-07-28     | 195 cm |            |
| 11 | F    | Chorwacja         | Ramliak, Ivan          | 1990-08-09     | 203 cm |            |
| 18 | C    | Polska            | Tomczak, Szymon        | 1998-01-17     | 201 cm |            |
| 6  | G    | Polska            | Gołębiowski, Daniel    | 1998-02-06     | 195 cm |            |
| 5  | G    | Stany Zjednoczone | Martin, Jeremiah       | 1996-06-19     | 192 cm |            |
| 4  | F    | Kanada            | Morgan, Conor          | 1994-08-03     | 206 cm |            |
| 35 | G/F  | Polska            | Nizioł, Jakub          | 1996-05-08     | 201 cm |            |
| 7  | C    | Białoruś          | Parachouski, Arciom    | 1987-10-06     | 210 cm |            |
| 12 | G    | Polska            | Wiśniewski, Aleksander | 2003-01-13     | 192 cm |            |
| 19 | C    | Polska            | Adamczak, Mikołaj      | 2002-12-18     | 207 cm |            |
| 32 | G    | Polska            | Mindowicz, Michał      | 2002-04-17     | 192 cm |            |

Trener:  Ertuğrul Erdoğan
 Asystenci: Andrzej Adamek, Zoran Carapic, Maksym Papacz, Adrian Mroczek-Truskowski
W sezonie po wygranym 18-tym mistrzostwie Polski Andrej Urlep kontynuował pracę aż do Pucharu Polski. Po odpadnięciu z turnieju stracił stanowisko. Zastąpił go Ertugrul Erdogan.
Sezon zasadniczym Śląsk zakończył na 1. miejscu w PLK. W ćwierćfinale wrocławianie pokonali Trefl Sopot 4-1. W półfinale ograli Legię Warszawa 4-1.
W finale Śląsk uległ Kingowi Szczecin 4–2 zdobywając finalnie srebrny medal Mistrzostw Polski.
Skład 2023/2024
| Nr | Poz. | Nar.              | Nazwisko i imię        | Data urodzenia | Wzrost | Masa ciała |
| -- | ---- | ----------------- | ---------------------- | -------------- | ------ | ---------- |
| 17 | G    | Stany Zjednoczone | Evans, Jawun           | 1995-12-20     | 182 cm |            |
| 0  | G    | Stany Zjednoczone | Ferrari, Frankie       | 1996-07-26     | 183 cm | 86 kg      |
| 23 | G    | Stany Zjednoczone | Bryant Jr., Jamonda    | 2000-03-05     | 185 cm | 88 kg      |
| 3  | G    | Stany Zjednoczone | McCullum, Kendale      | 1996-05-31     | 185 cm | 80 kg      |
| 12 | G    | Polska            | Wiśniewski, Aleksander | 2003-01-13     | 192 cm |            |
| 15 | G    | Polska            | Hlebowicki, Oskar      | 2000-10-02     | 199 cm |            |
| 30 | G    | Polska            | Piśla, Kuba            | 2004-09-11     | 199 cm |            |
| 3  | G    | Stany Zjednoczone | Gravett, Hassani       | 1996-07-16     | 188 cm |            |
| 10 | G    | Polska            | Kolenda, Łukasz        | 1999-07-28     | 195 cm |            |
| 6  | G    | Polska            | Gołębiowski, Daniel    | 1998-02-06     | 195 cm |            |
| 22 | G    | Polska            | Sitnik, Michał         | 2000-09-15     | 195 cm |            |
| 8  | G    | Polska            | Nowicki, Szymon        | 2005-06-02     | 201 cm |            |
| 35 | G/F  | Polska            | Nizioł, Jakub          | 1996-05-08     | 201 cm |            |
| 5  | G    | Polska            | Zębski, Mateusz        | 1992-05-13     | 190 cm |            |
| 7  | C    | Białoruś          | Parachouski, Arciom    | 1987-10-06     | 210 cm |            |
| 11 | C /F | Serbia            | Miletić, Dušan         | 1998-01-30     | 215 cm | 103 kg     |
| 12 | C /F | Litwa             | Kulvietis, Saulius     | 1991-02-14     | 206 cm | 103 kg     |
| 16 | PF   | Ukraina           | Voinalovych, Andrii    | 1999-12-11     | 206 cm |            |
| 19 | C    | Polska            | Adamczak, Mikołaj      | 2002-12-18     | 207 cm |            |
| 1  | F    | Stany Zjednoczone | Nunez, Angel           | 1992-12-29     | 203 cm |            |

Trener:  Miodrag Rajković (od marca) Jacek Winnicki (od listopada, do marca), Olivier Vidin (do listopada)
 Asystenci: Wojciech Walich, Maksym Papacz, Adrian Mroczek-Truskowski
Sezon 2023/2024 Śląsk Wrocław zakończył zdobywając brązowy medal Mistrzostw Polski. Zdobył jednocześnie czwarty medal z rzędu. W sezonie doszło do dwóch zmian trenerów. Rozpoczął pracę w okresie przygotowawczym Olivier Vidin. W listopadzie drużynę przejął Jacek Winnicki, natomiast już w marcu doszło do kolejnej zmiany trenera i zatrudniony został Miodrag Rajkovic. Zespół zdobył brązowy medal Polskiej Ligi Koszykówki wygrywając dwumecz ze Spójnią Stargard Szczecińskim.
Skład 2024/2025
| Nr | Poz. | Nar.                 | Nazwisko i imię     | Data urodzenia | Wzrost | Masa ciała |
| -- | ---- | -------------------- | ------------------- | -------------- | ------ | ---------- |
| 15 | G    | Polska               | Hlebowicki, Oskar   | 2000-10-02     | 199 cm |            |
| 13 | G    | Stany Zjednoczone    | Blackshear, Kenan   | 2001-08-30     | 198 cm |            |
| 15 | C    | Polska               | Bogucki, Adrian     | 1999-11-18     | 215 cm |            |
| 2  | G    | Stany Zjednoczone    | Cooper, Daniel      | 1990-12-06     | 183 cm |            |
| 3  | G    | Polska               | Błażej, Kulikowski  | 2001-03-03     | 197 cm |            |
| 6  | G    | Polska               | Gołębiowski, Daniel | 1998-02-06     | 195 cm |            |
| 22 | C    | Stany Zjednoczone    | Lynch, Reggie       | 1994-11-30     | 205 cm |            |
| 11 | PF   | Bośnia i Hercegowina | Penava, Ajdin       | 1997-03-11     | 208 cm |            |
| 7  | G    | Polska               | Ponitka, Marcel     | 1997-08-28     | 192 cm |            |
| 30 | G    | Stany Zjednoczone    | Senglin, Jeremy     | 1995-03-24     | 183 cm |            |
| 24 | SF   | Polska               | Szelążek, Soprano   | 2006-03-13     | 201 cm |            |
| 19 | C    | Polska               | Adamczak, Mikołaj   | 2002-12-18     | 207 cm |            |
| 1  | F    | Stany Zjednoczone    | Nunez, Angel        | 1992-12-29     | 203 cm |            |

Trener:  Aleksandar Jončevski (od grudnia), Miodrag Rajković (do grudnia)
 Asystenci: Wojciech Walich, Danilo Borovic, Maksym Papacz
Sezon 2024/2025 Śląsk Wrocław rozpoczął od wygrania Superpucharu Polski. W dniu 1.12.2024r. doszło do zmiany na stanowisku trenera. Miodgraga Rajkovica zastąpił macedoński trener Aleksandar Joncevski.

## Sekcja koszykówki w poszczególnych sezonach
| 1955/1956 | II  | II liga                                                         | 1/8   | 14 | 13 | 1  | 789  | 591  |                                                                     | Finał       |                                                |
| 1956/1957 | I   | I liga                                                          | 7/12  | 15 | 9  | 6  | 906  | 840  |                                                                     | Zwycięstwo  |                                                |
| 1957/1958 | I   | I liga                                                          | 8/12  | 22 | 10 | 12 | 1343 | 1316 | Zmieniono nazwę klubu na WKS Śląsk Wrocław.                         |             |                                                |
| 1958/1959 | I   | I liga                                                          | 8/12  | 22 | 10 | 12 | 1422 | 1416 |                                                                     | Zwycięstwo  |                                                |
| 1959/1960 | I   | I liga                                                          | 3/12  | 22 | 15 | 7  | 1448 | 1275 |                                                                     |             |                                                |
| 1960/1961 | I   | I liga                                                          | 4/12  | 22 | 15 | 7  | 1530 | 1330 |                                                                     |             |                                                |
| 1961/1962 | I   | I liga                                                          | 4/12  | 22 | 17 | 5  | 1621 | 1425 |                                                                     |             |                                                |
| 1962/1963 | I   | I liga                                                          | 2/12  | 22 | 19 | 3  | 1709 | 1364 |                                                                     |             |                                                |
| 1963/1964 | I   | I liga                                                          | 2/12  | 22 | 18 | 4  | 1669 | 1439 |                                                                     |             |                                                |
| 1964/1965 | I   | I liga                                                          | 1/12  | 22 | 17 | 5  | 1663 | 1401 |                                                                     |             |                                                |
| 1965/1966 | I   | I liga                                                          | 3/12  | 22 | 16 | 6  | 1809 | 1513 |                                                                     |             |                                                |
| 1966/1967 | I   | I liga                                                          | 3/12  | 22 | 17 | 5  | 1618 | 1393 |                                                                     |             |                                                |
| 1967/1968 | I   | I liga                                                          | 4/12  | 22 | 16 | 6  | 1583 | 1371 |                                                                     |             |                                                |
| 1968/1969 | I   | I liga                                                          | 3/12  | 22 | 18 | 4  | 1632 | 1328 |                                                                     |             |                                                |
| 1969/1970 | I   | I liga                                                          | 1/12  | 22 | 18 | 4  | 1867 | 1476 |                                                                     |             |                                                |
| 1970/1971 | I   | I liga                                                          | 3/10  | 36 | 25 | 11 | 2951 | 2677 |                                                                     | Zwycięstwo  | Puchar Europy: II runda                        |
| 1971/1972 | I   | I liga                                                          | 2/10  | 18 | 13 | 15 | 1510 | 1274 |                                                                     | Zwycięstwo  | Puchar Zdobywców Pucharów: 1/6 finału          |
| 1972/1973 | I   | I liga                                                          | 3/10  | 36 | 23 | 13 | 2713 | 2470 |                                                                     | Zwycięstwo  | Puchar Zdobywców Pucharów: I runda             |
| 1973/1974 | I   | I liga                                                          | 3/10  | 36 | 21 | 15 | 3055 | 2903 |                                                                     |             |                                                |
| 1974/1975 | I   | I liga                                                          | 5/12  | 33 | 18 | 15 | 2623 | 2499 |                                                                     |             |                                                |
| 1975/1976 | I   | I liga                                                          | 4/12  | 33 | 24 | 9  | 2679 | 2405 |                                                                     |             |                                                |
| 1976/1977 | I   | I liga                                                          | 1/12  |    |    |    |      |      |                                                                     | Zwycięstwo  |                                                |
| 1977/1978 | I   | I liga                                                          | 2/10  | 30 | 20 | 10 | 2649 | 2452 |                                                                     |             | Puchar Europy: Ćwierćfinał                     |
| 1978/1979 | I   | I liga                                                          | 1/10  | 30 | 22 | 8  | 2783 | 2557 |                                                                     |             | Puchar Zdobywców Pucharów: Ćwierćfinał         |
| 1979/1980 | I   | I liga                                                          | 1/10  | 36 | 28 | 8  | 3420 | 3112 |                                                                     | Zwycięstwo  |                                                |
| 1980/1981 | I   | I liga                                                          | 1/10  | 36 | 29 | 7  | 3414 | 3038 |                                                                     |             | Puchar Europy: Faza grupowa                    |
| 1981/1982 | I   | I liga                                                          | 3/10  | 26 | 17 | 9  | 2394 | 2229 |                                                                     |             |                                                |
| 1982/1983 | I   | I liga                                                          | 6/10  | 28 | 9  | 19 | 2418 | 2590 |                                                                     |             |                                                |
| 1983/1984 | I   | I liga                                                          | 6/10  | 28 | 10 | 18 | 2353 | 2414 |                                                                     |             |                                                |
| 1984/1985 | I   | I liga                                                          | 3/12  | 22 | 16 | 6  | 2044 | 1852 |                                                                     |             |                                                |
| 1984/1985 | I   | III miejsce w play-off.                                         |       |    |    |    |      |      |                                                                     |             |                                                |
| 1985/1986 | I   | I liga                                                          | 1/12  | 22 | 19 | 3  | 2131 | 1815 |                                                                     |             |                                                |
| 1985/1986 | I   | III miejsce w play-off.                                         |       |    |    |    |      |      |                                                                     |             |                                                |
| 1986/1987 | I   | I liga                                                          | 3/12  | 22 | 14 | 8  | 2048 | 1935 |                                                                     |             | Puchar Europy: 1/8 finału                      |
| 1986/1987 | I   | Mistrzostwo w play-off.                                         |       |    |    |    |      |      |                                                                     |             | Puchar Europy: 1/8 finału                      |
| 1987/1988 | I   | I liga                                                          | 8/12  | 22 | 8  | 14 | 1858 | 1868 |                                                                     |             |                                                |
| 1987/1988 | I   | Ćwierćfinał w play-off.                                         |       |    |    |    |      |      |                                                                     |             |                                                |
| 1988/1989 | I   | I liga                                                          | 1/12  | 22 | 16 | 6  | 2032 | 1963 |                                                                     | Zwycięstwo  |                                                |
| 1988/1989 | I   | II miejsce w play-off.                                          |       |    |    |    |      |      |                                                                     | Zwycięstwo  |                                                |
| 1989/1990 | I   | I liga                                                          | 1/12  | 22 | 14 | 8  | 1966 | 1837 |                                                                     | Zwycięstwo  |                                                |
| 1989/1990 | I   | III miejsce w play-off.                                         |       |    |    |    |      |      |                                                                     | Zwycięstwo  |                                                |
| 1990/1991 | I   | I liga                                                          | 2/12  | 32 | 21 | 11 |      |      |                                                                     |             | Puchar Zdobywców Pucharów: 1/8 finału          |
| 1990/1991 | I   | Mistrzostwo w play-off.                                         |       |    |    |    |      |      |                                                                     |             | Puchar Zdobywców Pucharów: 1/8 finału          |
| 1991/1992 | I   | I liga                                                          | 1/12  | 32 | 28 | 4  |      |      | Drużyna występowała jako PCS Śląsk Wrocław.                         | Zwycięstwo  | Liga Europy: II runda Puchar Europy: III runda |
| 1991/1992 | I   | Mistrzostwo w play-off.                                         |       |    |    |    |      |      | Drużyna występowała jako PCS Śląsk Wrocław.                         | Zwycięstwo  | Liga Europy: II runda Puchar Europy: III runda |
| 1992/1993 | I   | I liga                                                          | 1/12  | 32 | 23 | 9  |      |      | Drużyna występowała jako PCS Śląsk Wrocław.                         |             | Liga Europy: II runda Puchar Europy: III runda |
| 1992/1993 | I   | Mistrzostwo w play-off.                                         |       |    |    |    |      |      | Drużyna występowała jako PCS Śląsk Wrocław.                         |             | Liga Europy: II runda Puchar Europy: III runda |
| 1993/1994 | I   | I liga                                                          | 1/12  | 32 | 28 | 4  |      |      | Drużyna występowała jako PCS Śląsk Wrocław.                         |             | Liga Europy: I runda                           |
| 1993/1994 | I   | Mistrzostwo w play-off.                                         |       |    |    |    |      |      | Drużyna występowała jako PCS Śląsk Wrocław.                         |             | Liga Europy: I runda                           |
| 1994/1995 | I   | I liga                                                          | 6/12  | 22 | 12 | 10 |      |      | Drużyna występowała jako Śląsk Eska Wrocław.                        |             | Liga Europy: I runda                           |
| 1994/1995 | I   | Ćwierćfinał w play-off.                                         |       |    |    |    |      |      | Drużyna występowała jako Śląsk Eska Wrocław.                        |             | Liga Europy: I runda                           |
| 1995/1996 | I   | I liga                                                          | 4/12  | 22 | 12 | 10 | 1943 | 1924 | Drużyna występowała jako Śląsk Eska Wrocław.                        |             | Puchar Koracia: I runda                        |
| 1995/1996 | I   | Mistrzostwo w play-off.                                         |       |    |    |    |      |      | Drużyna występowała jako Śląsk Eska Wrocław.                        |             | Puchar Koracia: I runda                        |
| 1996/1997 | I   | I liga                                                          | 1/14  | 36 | 28 | 8  |      |      | Drużyna występowała jako Śląsk Eska Wrocław.                        | Zwycięstwo  | EuroPuchar: Ćwierćfinał                        |
| 1996/1997 | I   | Półfinał w play-off.                                            |       |    |    |    |      |      | Drużyna występowała jako Śląsk Eska Wrocław.                        | Zwycięstwo  | EuroPuchar: Ćwierćfinał                        |
| 1997/1998 | I   | PLK                                                             | 3/15  | 42 |    |    | 3448 | 3202 | Drużyna występowała jako Zepter Śląsk Wrocław.                      |             | EuroPuchar: Ćwierćfinał                        |
| 1997/1998 | I   | Mistrzostwo w play-off.                                         |       |    |    |    |      |      | Drużyna występowała jako Zepter Śląsk Wrocław.                      |             | EuroPuchar: Ćwierćfinał                        |
| 1998/1999 | I   | PLK                                                             | 1/16  | 30 |    |    | 2363 | 1946 | Drużyna występowała jako Zepter Śląsk Wrocław.                      |             | Puchar Saporty: 1/16 finału                    |
| 1998/1999 | I   | Mistrzostwo w play-off.                                         |       |    |    |    |      |      | Drużyna występowała jako Zepter Śląsk Wrocław.                      |             | Puchar Saporty: 1/16 finału                    |
| 1999/2000 | I   | PLK                                                             | 1/16  | 30 |    |    | 2254 | 1913 | Drużyna występowała jako Zepter Śląsk Wrocław.                      |             | Puchar Saporty: Ćwierćfinał                    |
| 1999/2000 | I   | Mistrzostwo w play-off.                                         |       |    |    |    |      |      | Drużyna występowała jako Zepter Śląsk Wrocław.                      |             | Puchar Saporty: Ćwierćfinał                    |
| 2000/2001 | I   | PLK                                                             | 1/15  | 28 | 28 | 0  | 2470 | 1992 | Drużyna występowała jako Zepter Idea Śląsk Wrocław.                 |             | Suproliga: 1/8 finału                          |
| 2000/2001 | I   | Mistrzostwo w play-off.                                         |       |    |    |    |      |      | Drużyna występowała jako Zepter Idea Śląsk Wrocław.                 |             | Suproliga: 1/8 finału                          |
| 2001/2002 | I   | PLK                                                             | 1/12  | 32 | 24 | 8  |      |      | Drużyna występowała jako Idea Śląsk Wrocław.                        |             | Euroliga: Faza grupowa                         |
| 2001/2002 | I   | Mistrzostwo w play-off.                                         |       |    |    |    |      |      | Drużyna występowała jako Idea Śląsk Wrocław.                        |             | Euroliga: Faza grupowa                         |
| 2002/2003 | I   | PLK                                                             | 3/12  | 32 | 20 | 12 | 2769 | 2544 | Drużyna występowała jako Idea Śląsk Wrocław.                        |             | Euroliga: Faza grupowa                         |
| 2002/2003 | I   | III miejsce w play-off.                                         |       |    |    |    |      |      | Drużyna występowała jako Idea Śląsk Wrocław.                        |             | Euroliga: Faza grupowa                         |
| 2003/2004 | I   | PLK                                                             | 1/12  | 22 | 18 | 4  | 1959 | 1629 | Drużyna występowała jako Idea Śląsk Wrocław.                        | Zwycięstwo  | Euroliga: Faza grupowa                         |
| 2003/2004 | I   | II miejsce w play-off.                                          |       |    |    |    |      |      | Drużyna występowała jako Idea Śląsk Wrocław.                        | Zwycięstwo  | Euroliga: Faza grupowa                         |
| 2004/2005 | I   | PLK                                                             | 7/12  | 22 | 10 | 12 | 1744 | 1731 | Drużyna występowała jako Deichmann Śląsk Wrocław.                   | Zwycięstwo  | Puchar ULEB: 1/8 finału                        |
| 2004/2005 | I   | Ćwierćfinał w play-off.                                         |       |    |    |    |      |      | Drużyna występowała jako Deichmann Śląsk Wrocław.                   | Zwycięstwo  | Puchar ULEB: 1/8 finału                        |
| 2005/2006 | I   | PLK                                                             | 5/14  | 26 | 15 | 11 | 1997 | 1944 | Drużyna występowała jako Era Śląsk Wrocław.                         |             | EuroPuchar: 1/8 finału                         |
| 2005/2006 | I   | Ćwierćfinał w play-off.                                         |       |    |    |    |      |      | Drużyna występowała jako Era Śląsk Wrocław.                         |             | EuroPuchar: 1/8 finału                         |
| 2006/2007 | I   | PLK                                                             | 3/14  | 26 | 17 | 9  | 1936 | 1749 | Drużyna występowała jako ASCO Śląsk Wrocław.                        |             |                                                |
| 2006/2007 | I   | III miejsce w play-off.                                         |       |    |    |    |      |      | Drużyna występowała jako ASCO Śląsk Wrocław.                        |             |                                                |
| 2007/2008 | I   | PLK                                                             | 4/13  | 24 | 14 | 10 | 1834 | 1800 | Drużyna występowała jako ASCO Śląsk Wrocław.                        | Finał       | Puchar ULEB: 1/8 finału                        |
| 2007/2008 | I   | III miejsce w play-off.                                         |       |    |    |    |      |      | Drużyna występowała jako ASCO Śląsk Wrocław.                        | Finał       | Puchar ULEB: 1/8 finału                        |
| 2008/2009 | III | II liga                                                         | 11/13 | 24 | 5  | 19 | 1528 | 1900 | Klub wycofał się z rozgrywek PLK. Rezerwy zostały pierwszą drużyną. |             |                                                |
| 2009/2010 | III | II liga                                                         | 12/15 | 26 | 7  | 19 | 1959 | 2154 |                                                                     |             |                                                |
| 2010/2011 | III | II liga                                                         | 12/16 | 30 | 11 | 19 | 2048 | 2146 |                                                                     |             |                                                |
| 2011/2012 | III | II liga                                                         | 1/14  | 26 | 23 | 3  | 2212 | 1595 |                                                                     |             |                                                |
| 2011/2012 | III | Zwycięstwo w play-off.                                          |       |    |    |    |      |      |                                                                     |             |                                                |
| 2012/2013 | II  | I liga                                                          | 1/16  | 30 | 27 | 3  | 2493 | 1954 |                                                                     |             |                                                |
| 2012/2013 | II  | Zwycięstwo w play-off.                                          |       |    |    |    |      |      |                                                                     |             |                                                |
| 2013/2014 | I   | PLK                                                             | 9/12  | 32 | 17 | 15 | 2521 | 2482 |                                                                     | Zwycięstwo  |                                                |
| 2014/2015 | I   | PLK                                                             | 5/16  | 30 | 21 | 9  | 2458 | 2288 |                                                                     | Ćwierćfinał |                                                |
| 2014/2015 | I   | Ćwierćfinał w play-off.                                         |       |    |    |    |      |      |                                                                     | Ćwierćfinał |                                                |
| 2015/2016 | I   | PLK                                                             | 14/17 | 32 | 8  | 24 | 2285 | 2511 |                                                                     | -           | FIBA Europe Cup: II faza grupowa               |
| 2016/2017 | III | II liga                                                         | 1/13  | 24 | 22 | 2  | 1894 | 1444 | Klub wycofał się z rozgrywek PLK. Rezerwy zostały pierwszą drużyną. | -           |                                                |
| 2016/2017 | III | Zwycięstwo w play-off.                                          |       |    |    |    |      |      | Klub wycofał się z rozgrywek PLK. Rezerwy zostały pierwszą drużyną. | -           |                                                |
| 2017/2018 | II  | I liga                                                          | 9/17  | 32 | 15 | 17 | 2511 | 2521 |                                                                     | -           |                                                |
| 2018/2019 | II  | I liga                                                          | 1/16  | 30 | 23 | 7  | 2732 | 2356 |                                                                     | -           |                                                |
| 2018/2019 | II  | II miejsce w play-off.                                          |       |    |    |    |      |      |                                                                     | -           |                                                |
| 2019/2020 | I   | PLK                                                             | 7/16  | 22 | 11 | 11 | 1910 | 1861 |                                                                     | -           |                                                |
| 2019/2020 | I   | Rozgrywki nie zostały dokończone w związku z pandemią COVID-19. |       |    |    |    |      |      |                                                                     | -           |                                                |
| 2020/2021 | I   | PLK                                                             | 4/16  | 30 | 20 | 10 | 2513 | 2377 |                                                                     | Ćwierćfinał |                                                |
| 2020/2021 | I   | III miejsce w play-off.                                         |       |    |    |    |      |      |                                                                     | Ćwierćfinał |                                                |
| 2021/2022 | I   | PLK                                                             | 5/16  | 30 | 19 | 11 | 2553 | 2383 |                                                                     | Półfinał    | Eurocup: 1/8 finału                            |
| 2021/2022 | I   | Mistrzostwo w play-off.                                         |       |    |    |    |      |      |                                                                     | Półfinał    | Eurocup: 1/8 finału                            |
| 2022/2023 | I   | PLK                                                             | 1/16  | 30 | 22 | 8  | 2541 | 2344 |                                                                     | Ćwierćfinał | Eurocup: Faza grupowa                          |
| 2022/2023 | I   | II miejsce w play-off.                                          |       |    |    |    |      |      |                                                                     | Ćwierćfinał | Eurocup: Faza grupowa                          |

## Sukcesy
- Mistrzostwo Polski (18x): 1965, 1970, 1977, 1979, 1980, 1981, 1987, 1991, 1992, 1993, 1994, 1996, 1998, 1999, 2000, 2001, 2002, 2022
- Wicemistrzostwo Polski (7x): 1963, 1964, 1972, 1978, 1989, 2004, 2023
- Trzecie miejsce (16x): 1960, 1966, 1967, 1969, 1971, 1973, 1974, 1982, 1985, 1986, 1990, 2003, 2007, 2008, 2021, 2024
- Puchar Polski (14x): 1957, 1959,1971, 1972, 1973, 1977, 1980, 1989, 1990, 1992, 1997, 2004, 2005, 2014
- Superpuchar Polski (3x): 1999, 2000, 2024
- Puchar PZKosz (1x): 2012
- Finalista Pucharu Polski (2x): 1956, 2008
- Finalista Superpucharu Polski (3x): 2001, 2014, 2022
- Mistrzostwo II ligi (2x): 2012, 2017
- Mistrzostwo I ligi (1x): 2013

## Nagrody i wyróżnienia

### Indywidualne
| MVP sezonu - Mieczysław Łopatka (1965, 1969) - Dariusz Zelig (1985, 1987) - Maciej Zieliński (1992, 1997, 1999) - Keith Williams (1994) - Dominik Tomczyk (1996, 2002) - Adam Wójcik (1998, 2001) - Travis Trice (2022) MVP Finałów PLK - Adam Wójcik (1998, 2001) - Maciej Zieliński (1999) - Charles O’Bannon (2000) - Michael Wright (2002) - Travis Trice (2022) MVP meczu gwiazd (-2-pl – mecz gwiazd – reprezentacja Polski vs gwiazdy PLK – II mecz w tym samym roku) - Jarosław Zyskowski (1994) - Adam Wójcik (1997-2-pl, 1999) Największy Postęp PLK - Kamil Chanas (2006) Najlepszy Trener PLK - Andrej Urlep (2001) | I skład PLK (^ – w sezonach 1999/2000−2002/2003 wybierano osobno najlepszy skład polskich zawodników i zagranicznych.) - Dariusz Zelig (1979, 1980, 1981, 1982, 1985, 1986, 1987, 1991, 1992) - Ryszard Prostak (1981, 1987) - Wojciech Zdrodowski (1981) - Maciej Zieliński (1991, 1992, 1996, 1997, 1998, 1999, 2000^, 2001^, 2002^, 2003^) - Keith Williams (1992, 1993, 1994) - Dominik Tomczyk (1996, 1997, 2002^, 2003^) - Adam Wójcik (1998, 1999, 2000^, 2001^, 2004) - Raimonds Miglinieks (1998, 1999, 2001^) - Joseph McNaull (1999, 2000^) - Charles O’Bannon (2000^) - Harold Jamison (2001^) - Michael Hawkins (2002^) - Michael Wright (2002^) - Dainius Adomaitis (2002^) - Lynn Greer (2004) - Travis Trice (2022) - Aleksander Dziewa (2022) |

| Uczestnicy meczu gwiazd n.w. – nie wystąpił z powodu kontuzji pl – mecz gwiazd – reprezentacja Polski vs gwiazdy PLK -2-pl – mecz gwiazd – reprezentacja Polski vs gwiazdy PLK – II mecz w tym samym roku - Robert Kościuk (1994, 2000-pl) - Keith Williams (1994) - Jarosław Zyskowski (1994) - Dominik Tomczyk (1995) - Ben Seltzer (1996) - Maciej Zieliński (1996, 1997-pl, 1997-2-pl, 1998, 1999, 1999-pl, 2000, 2000-pl, 2003) - Dominik Tomczyk (1996, 1997-pl, 2000-pl, 2003 – n.w., 2004-pl) - Adam Wójcik (1997-2-pl, 1998, 1999, 1999-pl, 2000, 2000-pl, 2004-pl) - Raimonds Miglinieks (1999) - Joseph McNaull (1997-2-pl, 1999, 1999-pl, 2000 – n.w., 2000-pl) - Charles O’Bannon (2000) - Alan Gregov (2000) - Dainius Adomaitis (2003) - Andrius Giedraitis (2003) | - Aleksander Kul (2003) - Radosław Hyży (2005, 2007) - Michael Watson (2005) - Ryan Randle (2004-pl, 2005) - Robert Skibniewski (2005, 2012) - Kevin Fletcher (2006) - Dean Oliver (2007) - Kamil Chanas (2008) - Jared Homan (2008) - Rashid Atkins (2008) - Qa’rraan Calhoun (2012) - Orlando Smart (1997-pl) - Roberts Stelmahers (1999-pl) - Rafał Bigus (1999-pl-n.w.) - Tomasz Cielebąk (2000-pl) - Michał Ignerski (2004-pl) - Lynn Greer (2004-pl) - Paweł Kikowski (2013 – jako jedyny gracz I ligi) |

| Uczestnicy konkursu wsadów PLK pogrubienie – oznacza zwycięzcę konkursu pl – mecz gwiazd – reprezentacja Polski vs gwiazdy PLK - Dominik Tomczyk (1995) - Joseph McNaull (1999) - Michał Ignerski (2004-pl) - Ryan Randle (2004-pl) - Michael Watson (2005) - Aivaras Kiaušas (2008) - Qa’rraan Calhoun (2012) | Uczestnicy konkursu rzutów za 3 punkty PLK - Ben Seltzer (1996) - Michael Watson (2005) - Ałeksandar Dimitrowski (2007) - Torrell Martin (2008) - Qa’rraan Calhoun (2012) - Adam Waczyński (2025) |

### Drużynowe
- Najbardziej medialny klub Energa Basket Ligi w sezonie 2021/22[10]

## Legendy klubu
| - 9 – Maciej Zieliński - 10 – Adam Wójcik - 11 – Mieczysław Łopatka - Mieczysław Łopatka - Dariusz Zelig - Leszek Doliński - Jerzy Binkowski - Jarosław Krysiewicz - Jerzy Kołodziejczak - Jarosław Zyskowski - Joseph McNaull / - Adam Wójcik - Maciej Zieliński - Dominik Tomczyk - Tomasz Garliński - Radosław Hyży - Michał Ignerski |

## Obcokrajowcy
(Stan na 19 czerwca 2022)

- Keith Williams  (1991–1994)
- Fred West  (1992/1993)
- Orlando Smart  (1994/1995, 1996/1997)
- Rodney Odom  (1994/1995, 1996/1997)
- Kass Weaver  (1995)
- Anthony Lawrence  (1995)
- Ben Seltzer  (1995/1996)
- Timothy Owens  (1995/1996)
- Joe McNaull / (1997–2001)
- Raimonds Miglinieks  (1997–1999, 2000/2001, 2002)
- Slobodan Šljivančanin / (1998)
- Jeff Stern  (1998)
- Niksa Tarle  (1998)
- Kakha Szengelija  (1998/1999)
- LaBradford Smith  (1998/1999)¹
- Jimmy Moore  (1999)
- Charles O’Bannon  (1999/2000)¹
- Roberts Štelmahers  (1999/2000)
- Goran Karadzić  (1999/2000)
- Alan Gregov  (1999/2000, 2002/2003)
- James Cotton  (2000)
- Sean Marks  (2000)¹
- Uvis Helmanis  (2000/2001)
- Harold Jamison  (2000/2001)¹
- Aleksandar Avlijas  (2000/2001)
- Dainius Adomaitis  (2000–2003)
- Michael Hawkins  (2001/2002)¹
- Andriej Fietisow  (2001/2002)
- Gintaras Einikis  (2001/2002)
- Michael Wright  (2001/2002)
- Tomas Pačėsas  (2001/2002)
- Oleg Kożeniec  (2001/2002)
- Aleksander Miłosierdow  (2001/2002)
- Vladan Alanović  (2001/2002)
- Fred Vinson  (2001/2002)
- Alvin Jones  (2002)
- Danny Lewis  (2002)
- Richard Lugo  (2002)
- Andrius Giedraitis  (2002/2003, 2007/2008)
- Sean Colson  (2002/2003)
- Acie Earl  (2002/2003)¹
- Aleksander Kul  (2002/2003)
- Kęstutis Marčiulionis  (2002/2003)
- Randy Holcomb  (2002/2003)²
- Michael Smith  (2003)¹
- Derrick Phelps  (2003)
- Ryan Randle  (2003–2005)
- Pero Vasiljević  (2003/2004)
- Lynn Greer  (2003/2004)²
- Tanel Tein  (2003/2004)
- Michael Watson  (2004/2005)
- Adrian Autry  (2004/2005)
- Raitis Grafs  (2004/2005)
- Aivaras Kiaušas  (2004/2005)
- Primoż Kobale  (2004/2005)
- Ałeksandar Dimitrowski  (2005–2007)
- Kevin Fletcher  (2005/2006)
- Ron Johnson  (2005/2006)
- Ante Kapov  (2005/2006)
- Darren Kelly  (2005/2006)
- Dzianis Korszuk  (2005–2006)
- Dwayne Byfield  (2005)
- Djordje Jovanović  (2005)
- Srdjan Lalić  (2005/2006)
- Dante Swanson  (2005/2006)
- Dean Oliver  (2006/2007)¹
- Oliver Stević / (2006–2008)
- Glen Elliott  (2006/2007)
- Nikola Jestratijević  (2006)
- Tim Kisner  (2006/2007)
- Miha Fon  (2006/2007)
- Zendon Hamilton  (2006/2007)¹
- Brandun Hughes  (2006/2007)
- Branislav Jancikin / (2006–2008)
- Ime Oduok  (2006/2007)
- Shaun Fountain  (2007)
- J.J. Sullinger  (2007)
- Wayne Wallace  (2007)
- Rashid Atkins  (2007/2008)
- Kemal Avdić  (2007)
- Deng Gai  (2007)¹
- Jared Homan  (2007/2008)
- Torrell Martin  (2007/2008)
- Dawan Robinson  (2007/2008)
- Qa’rraan Calhoun  (2011/2012)
- Slaviša Bogavac  (2011/2012)
- Paul Graham  (2011/2012)
- Aleksandar Mladenović  (2011/2012, 2014/2015)
- Akselis Vairogs  (2011/2012)
- Franjo Bubalo  (2013)
- Nikola Malešević  (2013/2014)
- Kevin Thompson  (2013)
- Dominique Johnson  (2013/2014)
- Paul Miller  (2013/2014)
- Danny Gibson  (2013/2014)
- Murphy Burnatowski  (2014/2015)
- Denys Jakowlew / (2014–2016)
- Lawrence Kinnard  (2014/2015)
- Vuk Radivojević  (2014/2015)
- Roderick Trice  (2014/2015)
- Brandon Heath  (2015/2016)
- Jarvis Williams  (2015/2016)
- Rashad Madden  (2015/2016)
- Anthony Smith  (2015)
- Maurice Sutton  (2015)
- Francis Han / (2015/2016)
- Witalij Kowałenko  (2015/2016)
- Danny Gibson  (2019/2020)
- Andrew Chrabascz  (2019/2020)
- Torin Dorn  (2019/2020)
- Clayton Custer  (2019)
- Devoe Joseph  (2019/2020)
- Michael Humphrey  (2019/2020)
- Garrett Nevels  (2020)
- Ivan Ramljak  (od 2020)
- Kyle Gibson  (2020/2021)
- Strahinja Jovanović  (2020/2021)
- Ákos Keller  (2020/2021)
- Ben McCauley  (2020/2021)
- Elijah Stewart  (2020/2021)
- Cyril Langevine  (2021/2022)
- Justin Bibbs  (2021/2022)
- Kodi Justice  (2021/2022)
- Mārtiņš Meiers  (2021/2022)
- D’mitrik Trice  (2021/2022)
- Travis Trice  (2021/2022)

¹ – zawodnicy z wcześniejszym doświadczeniem w NBA

² – zawodnicy, którzy trafili do NBA na późniejszym etapie swojej kariery